# Killer Women
Killer Women es una serie norteamericana del género de drama y crimen que se transmite por la cadena ABC en la temporada 2013-14 de la televisión estadounidense, comenzó a emitirse los martes a partir del 7 de enero de 2014. La serie está basada en la serie argentina Mujeres asesinas, y fue adaptada por la escritora estadounidense Hannah Shakespeare. Shakespeare también sirve como productora ejecutiva junto a Sofía Vergara, Ben Silverman, Luis Balaguer y Martin Campbell por Pol-Ka Producciones, producciones Electus de Silverman junto con Vergara, Latin World Entertainment de Balaguer y ABC Studios. El episodio piloto fue dirigido por Lawrence Trilling.

## Sinopsis
La serie sigue la vida de Molly Parker, una ex reina de belleza y la hija de un sheriff que está separada recientemente de su marido, un abusivo senador estatal. Se integra a las ligas superiores de uno de los establecimientos policiales de élite dominados por los hombres, el Texas Rangers. Los autores de los crímenes que resuelve son en su totalidad mujeres.

## Elenco principal
- Tricia Helfer[4] es Molly Parker.
- Marc Blucas es Dan Winston.[3]
- Alex Fernández es Luis Zea.
- Marta Milans es Becca Parker.
- Michael Trucco es como Billy Parker.

## Elenco estelar
- Nadine Velázquez es Martina Álvarez "La Sicaria".
- Bet Riesgraf es Jennifer Jennings.
- Melora Hardin es Nan Reed.
- Jeffrey Nordling es Jake Colton.
- Vicente Fuentes es Paco "La Mosca".
- Paul Howard Smith es El sheriff Lloyd Watkins.
- Aisha Hinds es Linda Clark, agente del FBI.
- Peyton McDavitt es Andrea Corbett.
- Paola Turbay es Carmen Garza.
- Alexandra Pomales es la sobrina adolescente de Molly.[5]

## Episodios
- La Sicaria:
- Cuando Martina Álvarez (Nadine Velázquez) dispara y mata a una ADA el día de su boda, parece ser un caso de celos, hasta que la Ranger Molly Parker encuentra varios elementos de la historia de Martina que no encaja. Molly también descubre un nuevo amor, que es un agente de la DEA Dan Winston, ya que la DEA tenía una reunión programada con el ADA. Mientras tanto, Molly intenta que su exmarido, el senador estatal Jake Colton, firme los papeles del divorcio, que él ha negado hacerlo durante más de seis meses.
- Dirigido por: Lawrence Trilling
- Escrito por: Hannah Shakespeare
- Fecha de emisión: 7 de enero de 2014
- Audiencia (EE. UU.): 3.96

- A algunos hombres hay que matarlos
- Un rico propietario de un parque acuático es asesinado por un sicario profesional en una función a la que Molly y Dan estaban asistiendo, y la sospecha recae sobre la esposa del hombre, Nan (Melora Hardin), cuando Molly descubre que ella controlaba todos los aspectos de su vida. Pero después de que Nan revela que el sicario se acercó a ella, y no al revés, Molly descubre un hilo común que conecta este asesinato a los asesinatos similares. Eso le da tiempo a Molly para salvar a su marido abusivo Jake ya que este puede convertirse en la próxima víctima. Becca sospecha que Billy la ha estado engañando, ya que sigue saliendo por la noche.
- Dirigido por: Marc Roskin
- Escrito por: Hannah Shakespeare
- Fecha de emisión: 14 de enero de 2014
- Audiencia (EE. UU.): 3.51

- Guerrera
- Una serie de robos a bancos se le han atribuido a una veterana del ejército de decorado, Andrea Corbett (Peyton McDavitt), que siempre regala el dinero a otro veterano que se siente que ha hecho mal. Una agente del F.B.I., Clark (Aisha Hinds), permite a Molly ayudar en la captura de Corbett, pero pronto las dos están de acuerdo sobre cómo manejar la situación cuando Corbett toma un rehén. Mientras tanto, la negativa de Molly para asistir a terapia de pareja (por orden judicial) con Jake se convierte en un problema cuando Jake se defiende al hacer una citación a Dan, que pondría en peligro el estatus de Dan como un agente encubierto de la DEA. Luis informa tarde a Molly que Dan se ha suicidado. Molly también se enfrenta a Billy por una mentira, no se lo dijo a Becca. Y eso hace que encubra una aventura.
- Dirigido por: Martha Coolidge
- Escrito por: Jason Ning
- Fecha de emisión: 21 de enero de 2014
- Audiencia (EE. UU.): 3.62

- La sirena
- Molly atrapa a una asesina en serie que mataba a las mujeres después de afeitarles la cabeza y las cejas, y luego las viste con ropa de hombre. Algunas víctimas recuerdan a la asesina, Carmen Garza (Paola Turbay). Mientras tanto, Molly introduce a Dan a su familia por primera vez, ya que Dan tiene que recuperarse de una herida de bala leve y una conmoción cerebral. Mientras Becca y Hailee están de compras para la quinceañera de Hailee, Molly introduce sin saberlo a su hermana en el asesino. Por otra parte, Billy revela que ha tomado un trabajo extra porque la hacienda no ha sido de buenos ingresos, lo que explica sus ausencias nocturnas en la casa.
- Dirigido por: David Grossman
- Escrito por: Jonathan Kidd & Sonya Winton
- Fecha de emisión: 4 de febrero de 2014
- Audiencia (EE. UU.): 3.12

- Entrar y salir
- Dirigido por: Marc Roskin
- Escrito por: Jonathan Kidd & Sonya Winton
- Fecha de emisión: 11 de febrero de 2014
- Audiencia (EE. UU.): 4.12

- Daughter of the Alamo
- Dirigido por: David Grossman
- Escrito por: Sol María Calleros
- Fecha de emisión: 18 de febrero de 2014
- Audiencia (EE. UU.): TBA

ÚLTIMO EPISODIO 
La serie fue cancelada por baja audiencia, el último episodio se emitió el 18 de febrero de 2014 por la cadena ABC.